# Памятник защитникам Бауски
Памятник защитникам Бауски (латыш. Piemineklis Bauskas aizstāvjiem) — памятник, установленный в 2012 году в городе Бауска (Латвия). Посвящён добровольцам, организовавшим в 1944 году оборону города от наступающих частей Красной армии.
Установка памятника вызвала крайне негативную реакцию со стороны официальных лиц в России и Беларуси, поскольку в числе защитников города были бойцы 23-го и 319-го батальонов латышской вспомогательной полиции, ранее принимавших участие в карательных операциях.

## История
В 1944 году Красная армия начала наступление на территории балтийских республик, в том числе Латвии. Для защиты города Бауски от советских войск был сформирован добровольческий отряд, численностью около 300 человек. Этому небольшому формированию в течение шести недель удавалось сдерживать наступление многократно превосходящих сил противника. Большинство защитников погибли в боях. Советским войскам удалось взять Бауску только после серии бомбардировок, уничтоживших более трети города.
Памятник был открыт 14 сентября 2012 года в присутствии представителей городской власти и членов партии Visu Latvijai!. Памятник был установлен за счёт пожертвований частных лиц и организации «Ястребы Даугавы».
Инициатор установки памятника Эгилс Хелманис, внук одного из добровольцев-защитников Бауски, заявил:
Когда Красная армия подошла к Бауске, жители города уже были свидетелями того, что произошло во время первой [советской] оккупации. Мой дед записался на защиту Бауски, потому что его сестра была сослана в Сибирь и умерла от голода, и никто не знал, что случилось с её детьми. Что касается моей матери, то она была ещё младенцем и не пережила бы лишений в качестве беженца. Мой дед любил свою семью и пошел её защищать. Он, как и большинство из этих 300 человек, сражался и пал как защитник свободной Латвии».
Комментируя позицию России о «героизации нацизма», мэр города Бауски Валдис Вейпс отметил, что памятник посвящён событиям 1944 года, когда несколько сот молодых людей присоединились к латышским бойцам, чтобы отразить атаку советских войск, и не имеет никакого отношения к нацизму.

## Описание
Памятник представляет собой двухметровый гранитный обелиск, на лицевой стороне которого изображена эмблема Национальных вооружённых сил Латвии, а также эмблема, использовавшаяся латышскими формированиями, воевавшими на стороне Германии. Ниже нанесена надпись на латышском языке:

BAUSKAS

AIZSTĀVJIEM

pret otrreizējo

padomju

okupāciju

1944.28.07—14.09.
«Latvijai jābūt

latviešu valstij.»

 Kārlis Ulmanis

## Реакция
- Беларусь: МИД Белоруссии заявил, что рассматривает установку памятника как «прямое надругательство над памятью погибших, а также как посягательство на общеевропейские исторические ценности»[5].
- Израиль: После запроса депутата кнессета М. Солодкиной министр иностранных дел Авигдор Либерман при личной встрече выразил протест от имени правительства министру иностранных дел Латвии Эдгару Ринкевичу[6]
- Россия:
  - Руководитель исследовательского фонда «Историческая память» историк Владимир Симиндей заявил, что два из трёх увековеченных латышских батальонов «участвовали в карательных операциях на территории Украины, Белоруссии и России»[7].
  - Глава комитета Государственной Думы по делам СНГ и связям с соотечественниками Леонид Слуцкий заявил, что «власти Латвии продолжают героизацию фашизма» и призвал органы ЕС дать оценку торжественного открытия памятника в городе Бауска[8].
  - Посольство России в Латвии выразило протест по поводу открытия памятника в Бауске[9].
  - Официальный представитель МИД России заявил, что установка памятника является «позорным актом, оскорбляющим память жертв фашизма»[10].